# 스털링 다리 전투
스털링 다리 전투(Battle of Stirling Bridge)는 제1차 스코틀랜드 독립 전쟁의 전투이다. 1297년 9월 11일 앤드루 드 모레이(Andrew de Moray)와 윌리엄 월리스(William Wallace)가 서리 백작 7세 존 드 워렌(John de Warenne, 7th Earl of Surrey)과 휴 드 크레싱햄(Hugh de Cressingham)이 지휘하는 잉글랜드군을 스털링의 포스강 근교에서 격파하였다.

## 전투 경과
서리는 둔바르 전투(Battle of Dunbar)에서 스코틀랜드 귀족들에게 쉽게 승리를 거두었고, 그는 이제 그의 판단대로 다룰 수 있는 어중이떠중이들이나 상대하게 될 것으로 믿었다. 스털링에 있는 작은 다리는 오직 두 명의 기병들이 나란히 갈 수 있을 정도로 좁았으며,스코틀랜드군은 강 북쪽 연안의 부드럽고 평평한 지역을 장악하기 위해 병력을 배치하였다. 이르빈(irvine)에서 항복한 뒤에 잉글랜드 군에 가담한 스코틀랜드 기사 리처드 룬디경(Sir Richard Lundie)은 6명의 기병들이 동시에 건널 수 있는 여울을 넘어 기병대를 지휘, 적의 측면을 공격할 것을 제안했다. 스코틀랜드에서 에드워드왕의 재무업무를 맡고 있던 크레싱햄은 전쟁이 길어져 생길 불필요한 재정지출을 꺼려, 이런 조언을 무시하고, 남작에게 다리로 곧장 돌격할 것을 명했다.
스코틀랜드군은 9월 11일 잉글랜드의 기사들과 보병들이 느린 속도로 다리를 향해 다가오고 있을 때까지 기다리고 있었다. 1296년의 무질서한 스코틀랜드군은 이미 사라져 있었고, 월리스와 모레이는 스코틀랜드군이 견고한 방어태세를 갖추도록 훌륭히 통솔하고 있었다. 잉글랜드와 웨일스의 많은 궁수들이 다리를 건너려고 했으나, 스코틀랜드군이 이들을 막아섰고, 또 서리 백작이 늦잠을 자기도 해서 잉글랜드와 웨일스 궁수들은 본군으로 소환되었다. 헤임버그 연대기(Chronicle of Hemingburgh)에 따르면 스코틀랜드의 두 지휘관은 "적의 대군이 몰려들어와 그들이 스코틀랜드군을 압도할 수 있다고 믿을 때까지" 기다렸다. 4500명의 잉글랜드와 웨일스의 보병대, 그리고 기병대 몇백명으로 짜인 선봉대가 다리를 건너려고 할 때 공격명령이 내려졌다. 스코틀랜드 창병들은 높은 지대에서 빠른 속도록 스털링 다리로 내려왔고, 교두보에서 잉글랜드군의 주도권을 빼앗았다. 서리 남작의 전위대는 본대와 갈라져 흩어진 상태가 되었다. 강 북부에 있던 중무장 기병대들은 남쪽에 있는 분산된 자기 동료들을 구하려다 함정에 걸려 들었다. 요크셔 출신의 기사 마르마둑 트웽(Marmaduke Tweng)만이 침착하게, 무수한 창날들을 돌파하며 싸움을 치러 다리를 돌파, 탈출할 수 있었다. 살진 휴 드 크레싱햄을 포함하여 마리마둑을 따르던 기사 백여 명은 살해당했다. 스코틀랜드군은 크레싱햄의 가죽을 벗겨내고 몸을 조각내어 승리의 상징물로 삼았다. 레너코스트 연대기(The Lanercost Chronicle)에 따르면 이때 윌리엄 월리스가"크레시암의 발꿈치살을 잘라내어 칼을 매는데 쓰는 수대를 만들었다."라고 기록하고 있다. 보병의 피해가 컸는데 그 중에서도 웨일스 부대의 피해가 심했다. 갑옷을 벗을 수 있던 병사들은 헤엄을 쳐 겨우 살아남았다.
가장 유능한 전사이자 여전히 적지 않은 궁병대를 지휘하고 있던 서리 백작은 강 남쪽에 남아서, 아직 유리한 위치를 차지하고 있었다. 서리 백작의 병력 대부분은 큰 피해를 입지 않았으며, 앞쪽으로 전열을 잘 유지한 상태라 스코틀랜드군은 승세를 몰아 남쪽으로 치고 들어갈 수 없었다. 그러나 서리 백작은 이 시점에서 전의를 상실하여, 트웽이 도망치는 데 성공한 뒤에 스털링 성의 수비병들을 고립된 상태로 남겨두고 스코틀랜드 로우랜드(남부 저지대)를 스코틀랜드군 영향력에 놓아 둔 채 다리의 파괴를 명령한 뒤 베릭(Berwick)으로 물러났다. 스코틀랜드의 하이 스튜어드(High Steward)인 제임스 스튜어트(James Stewart)와 레녹스 백작 말콤(Malcolm, Earl of Lennox)은 서리 백작의 군대에 끼어 있었으나, 다리 북부에서 잉글랜드군이 대패하는 모습을 보고 퇴각했다. 잉글랜드 보급 마차들은 숲이 우거진 늪지대인 포우즈(The Pows)에서 제임스 스튜어트와 다른 스코틀랜드 영주들에게 기습을 당했고, 많은 패잔병들도 이들에게 살해당했다.
전투지점은 전투로부터 얼마 후에 세워진 오늘날 스털링 다리의 상류 쪽으로 여겨지고 있다. 이 전투는 윌리엄 월리스의 중대한 승리의 하나로 끝을 맺었다.

## 영향
스털링 다리 전투는 잉글랜드의 완벽한 패배였다. 이 싸움은 지형에 따라 보병이 기병보다 더 유리하다는 것을 보여주었다. 스코틀랜드 군이 이 교훈을 완벽하게 습득하는 데는 어느 정도 시간이 걸렸다.
이 전투에서 앤드루 드 모레이를 뺀 스코틀랜드군 사상자는 정확히 알려져 있지 않다. 모레이가 전투 중에 심각한 부상을 입었고, 전투 뒤 몇 주동안 명목상이나마 윌리엄 월리스와 같이 지휘권을 행사하다가 11월쯤 패혈증으로 결국 죽은 것으로 알려졌다. 1300년 11월 모레이의 삼촌 보드웰의 서 윌리엄 드 모레이(Sir William de Moray of Bothwell)사건 심문기록처럼 앤드루 모레이가 '스털링에서 전투 중 죽음을 당했을 가능성은 별로 없어 보인다. 월리스는 잉글랜드 북부에 여러차례 과감한 선공을 가했는데, 이 싸움이 스코틀랜드 독립 전쟁의 향배를 좌우하지는 못했으나, 군대 사기에는 많은 영향을 끼쳤다. 1298년 3월 윌레스는 이 전투의 공로로 스코틀랜드의 수호자(Guardian of Scotland)의 지위에 올랐다. 월리스가 세력을 넓혀가자 잉글랜드 왕 에드워드는 자기 영토를 보호하기 위해 플랑드르에서 북쪽으로 진격하였고 월리스와의 싸움을 준비했다. 둘은 1298년 여름 폴커크(Falkirk) 평원에서 마주쳤는데, 이 때는 윌리엄 월리스가 졌다.

## 픽션의 스털링 다리 전투
1995년 영화 브레이브 하트(Braveheart)에서 스털링 다리 전투가 그려졌는데 감독 멜 깁슨(Mel Gibson; 주연 윌리엄 월리스 역할도 맡았다.)은 전투씬을 멋지게 묘사하기 위해 다리에서 벌어진 실제 전투를 그리지 않고, 평원에서 전투를 벌인 것으로 고쳤다.

## 참고 문헌
- Barrow, G. W. S., Robert Bruce and the Community of the Realm of Scotland, 1976.
- Brown, C., "William Wallace" 2005.
- Ferguson, J., William Wallace: Guardian of Scotland., 1948.
- "The Chronicle of Lanercost 1272 – 1346", ed. H. Maxwell, 1913.
- Nicholson, R., Scotland-the Later Middle Ages, 1974.
- Prestwich, M., The Three Edwards: War and State in England, 1272–1277, 1980.